# Zeltnera glandulifera
Zeltnera glandulifera är en gentianaväxtart som först beskrevs av Donovan Stewart Correll, och fick sitt nu gällande namn av G.Mans.. Zeltnera glandulifera ingår i släktet Zeltnera och familjen gentianaväxter. Inga underarter finns listade i Catalogue of Life.